# Niederländische Badmintonmeisterschaft 1937
Die Niederländische Badmintonmeisterschaft 1937 war die siebente Auflage der nationalen Titelkämpfe im Badminton in den Niederlanden. Die Meisterschaft wurde in Den Haag ausgetragen.

## Titelträger
| Disziplin    | Sieger                    |
| ------------ | ------------------------- |
| Herreneinzel | J. M. de Haas             |
| Dameneinzel  | Co Jansen                 |
| Herrendoppel | J. M. de Haas H. Ernst    |
| Damendoppel  | L. van der Laan Co Jansen |
| Mixed        | J. M. de Haas Co Jansen   |